# Alfredo Rodrigues da Motta
Alfredo Rodrigues da Motta (Río de Janeiro, 12 de enero de 1921) es un exjugador de baloncesto brasileño. Fue medalla de bronce con Brasil en los Juegos Olímpicos de Londres 1948 y de plata en el mundial celebrado en su país en el año 1954. 